# Willi Unsoeld

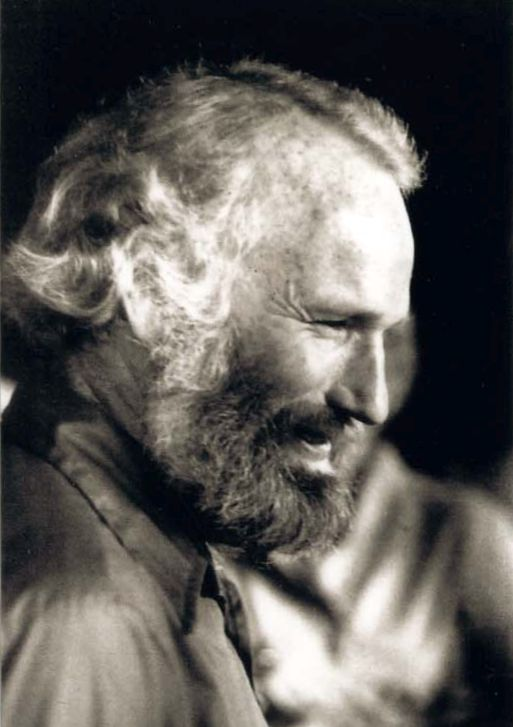
Willi Unsoeld

Willi Unsoeld (* 5. Oktober 1926 in Arcata, Kalifornien; † 4. März 1979 am Mount Rainier) war ein US-amerikanischer Bergsteiger.

## Leben
Unsoeld wuchs in Eugene (Oregon) auf und studierte an der Oregon State University sowie der University of California in Berkeley. In den 1950er Jahren heiratete er die spätere Kongressabgeordnete Jolene Bishoprick, mit der er zwei Töchter und zwei Söhne hatte.
1960 konnte er zusammen mit George Irving Bell den Masherbrum erstbesteigen. 1963 war er Teilnehmer der ersten US-amerikanischen Expedition zum Mount Everest, die das ehrgeizige Ziel verfolgte, eine neue Route über den direkten Westgrat zu erschließen. Unsoeld und Tom Hornbein mussten dann aber wegen zu großer technischer Schwierigkeiten auf dem Grat in die Nordwand ausweichen und stiegen in der seither „Hornbein-Couloir“ genannten Schlucht der Nordwand zum Gipfel, den sie am 22. Mai 1963 erreichten. Unsoeld war damit der 14. Mensch, der den höchsten Punkt der Erde erreichte. Der vollständige Westgrat wurde erst 1979 durch eine jugoslawische Expedition bewältigt. Im Juli 1963 erhielt Unsoeld vom Präsidenten John F. Kennedy die Hubbard Medal, die höchste Auszeichnung der National Geographic Society.
1976 verlor Unsoeld seine Tochter Nanda Devi bei einer Besteigung des zweithöchsten Bergs Indiens, der auch als Namensvorbild für seine Tochter diente: Nanda Devi. Im Alter von 52 Jahren starb Unsoeld selbst in einer Lawine am Mount Rainier, den er zuvor mehr als 200 Mal bestiegen hatte.

## Alpinistische Leistungen (Auszug)
- Zahlreiche Erstbegehungen in Nordamerika, beispielsweise East Buttress am El Capitan (Kalifornien)
- Nilkantha (6596 m, Garhwal Himalaya, Indien), Versuch der Erstbesteigung 1949, man erreicht eine Höhe von etwa 5490 Metern, zusammen mit Laurie French und Herbert Rickert.[1]
- Mount Wister (3502 m, Teton Range), Erstbegehung der Nordwand 1952 mit Bea Vogel und Leigh Ortenburger
- Grand Teton (4199 m), Erstbegehung der direkten Nordwand 1956 mit seiner Frau Jolene Unsoeld
- Makalu (8485 m, Himalaya), Versuch der Erstbesteigung, über den Südost-Grat erreichen Bill Long und W. Unsoeld eine Höhe von 7070 Metern (California Himalayan Expedition 1954).[2]
- Masherbrum (7821 m, Karakorum, Pakistan), Erstbesteigung 1960 zusammen mit George Irving Bell.[3]
- Mount Everest (8848 m, Himalaya), Erstbegehung 1963 über den Westgrat und Abstieg über den Südostgrat, Erste Überschreitung eines Achttausenders; zusammen mit Tom Hornbein.[4]
- Nanda Devi (7816 m, Garhwal Himalaya, Indien), Besteigungsversuch 1976, dabei kommt W. Unsoelds Tochter Nanda Devi Unsoeld ums Leben.